# جون هودسون
جون هودسون (بالإنجليزية: John Hodgson)‏ (10 مايو 1922 في المملكة المتحدة - 1973) هو لاعب كرة قدم بريطاني (وحمل سابقاً جنسية المملكة المتحدة لبريطانيا العظمى وأيرلندا) في مركز حراسة المرمى. لعب مع ليدز يونايتد ونادي ميدلزبره.